# 남해 장량상 동정마애비
남해 장량상 동정마애비(南海 張良相 東征磨崖碑)는 대한민국 경상남도 남해군 남해읍 선소리에 있는 기념비이다.
1972년 2월 12일 경상남도의 유형문화재 제27호 장량상 동정마애비로 지정되었다가, 2018년 12월 20일 현재의 명칭으로 변경되었다.

## 개요
선소마을 선착장의 오른쪽 해변에 자리하고 있는 비로, 중국 명나라 장수인 장량상이 동쪽을 정벌하고 바위에 글을 새겼다 하여 '장량상동정마애비'라 이름붙인 것이다.
비의 형태는 커다란 자연석의 윗면을 직사각형으로 평평하게 갈아 글을 새겼다. 직사각형의 테 주변에는 덩굴무늬를 아름답고 정교하게 조각하였다. 비문은 이여송과 진린이 원군으로 조선의 남해에 와서 왜군을 무찔렀다는 내용으로, 명나라 군인의 우월성을 나타내는 전승기념비적 성격을 띠고 있다. 역사적 자료에는 선소마을에서 명의 수군과 왜군이 싸웠다는 기록이 없어 비문의 내용이 의심스럽지만, 노량해전 직후나 그 이듬해인 선조 32년(1599)에 이 글을 새겨 놓은 것으로 추측된다.
남해지방과 관계있는 비는 아니지만, 역사에서 명확히 밝혀지지 않은 명나라 장수의 마애비라는 점에서 귀중한 가치를 지닌다. 명나라 이여송과 진린이 왜군을 무찔렀다는 전승내용이 많이 기록되어 있어 일제 시대 당시 조선총독부가 작성한 ‘파괴대상 왜구격파 기념비’목록에 이 비가 포함되었었다 한다.

## 비문
(원문)
萬曆二十六年季秋國家復有事于東夷維時朝鮮受倭患至是之七年矣我

師救之後未報捷天子赫然震怒乃命中丞萬公往視師經理與總督大司馬

刑公都督陣公以下文武將臣十餘人兵會於朝鮮先後濟鴨綠江數道竝進

惟公將志鷹揚英風虎視曁于群公罔不協乃心力竭厥忠慕將輘樂浪喩鷄

林耀師於釜山封鯨觬而返太使氏區大相相以爲從古帝王出師將咸有言

以壯軍容宣國威伸同仇之誼軫於役之勞矧夫以天王之師征誅夷狄芟除

暴亂算出萬全巳在必克順治威嚴于慈爲盛宜昭示遠服永詔來 於是作

詩二章雖之孔 碩之雅庶揚有威之爾

其詞曰

皇赫怒兮完夷亂

壯士奮兮不遑寔

橫長戟兮箙勁箭

組甲耀兮星辰煥

蹴溟渤兮波濤晏

倚長劍兮扶桑岸

四極展兮鰲足斷

皇靈震兮窮海外

征不庭兮靜殊類

甲旅悅兮從公邁

封鯨觬兮戢鱗介

加目出兮極地界

標窮碣兮際荒裔

異域來兮嘉王會
(번역문)

만력(萬曆) 26년(선조 31, 1598년) 가을에 국가에는 다시 동이(東夷)의 침략사변(侵掠事變)이 있었다. 이때 조선(朝鮮)은 왜구(倭寇)의 환란(患亂)을 당한지 6, 7년이 되는지라 명군(明軍)이 구원한 뒤 승전(勝戰)의 소식을 올리지 못하여 천자(天子)께서 크게 진노하였다. 그래서 중승 만공(中丞萬公)에게 명하여 군사와 병참(兵站)을 정비하도록 하고, 총독(總督)에는 대사마(大司馬) 형공(刑公), 도독(都督)에는 진공(陣公) 이하 문무(文武) 장신(將臣) 10여 명이 병사들을 이끌고 앞을 다투어 압록강을 넘어 몇 갈래 길로 나누어 진격(進擊)하였다. 그 원군(援軍)의 위세는 매가 하늘 높이 날아오르는 것 같았고, 영풍(英風)은 먹이를 노리는 범과 같았으니, 장신들이 다같이 협력하여 충성을 다하매 낙랑(樂浪:평양)을 거쳐 계림(鷄林:경주)을 지나 그 위용(威容)이 부산(釜山)에서 빛났도다. 광분(狂奔)하는 왜적(倭賊)을 봉쇄하고 격퇴하였으니, 옛날의 전례(前例)를 본받아 제왕(帝王)의 출사
명령(出師命令)에 따라 웅장한 군용(軍容)으로 국위(國威)를 선양(宣揚)했다고 할 것이다. 이에 구대상(區大相)으로 하여금 이를 기록하게 할 것이다.
원수(怨讐)의 발자취를 완전히 쓸어버린 노역(勞役)을 다했거늘 하물며 천자의 군사가 오랑캐를 정벌함에 작전계획에 만전(萬全)을 기하여 폭란(暴亂)을 제거하니, 일은 반드시 이기는데 있으므로 순치(順治)하는 위세가 엄숙함을 다하게 하고 마땅히 밝게 보여주니, 멀리서 영원히 복종하도록 하고 천자의 말씀에 승복하게 한 것이다. 이에 시(詩) 2편을 지으니, 비록 공맹(孔孟)의 말씀과 같이 우아한 맛은 없어도 모든 위엄을 선양하기 위하여 이렇게 적는다. 그 사(詞)에 말하였다
제 1장

천자께서 노하시어 오랑캐의 난을 평정하였도다.

장사들이 분발하여 쉴 겨를조차 없었도다.

긴창 휘두르며 센 화살을 쏘았도다.

갑옷이 찬란하고 별과 달도 빛나도다.

큰 바다를 박차니 파도도 숨을 죽이고

장검을 휘두르니 천하가 모두 선경이로다.

천제의 臣이 사냥을 나가니 모든 금수들이 굴복하도다.

제 2장

황령이 떨치심이요, 천하가 굽어들도다.

불의를 치니 모든 악의 무리가 조용해지도다.

갑옷을 떨쳐입고 나서니 모든 무리가 굴복하여 따르도다.

큰 고래를 봉쇄하니 작은 고기들이 맥을 추기지 못하더라.

눈을 크게 뜨니 온 천하에 영향이 미치도다.

이 위대한 공적을 큰 비에 새겨 기리 후세에 남겨 두리니 .

먼 나라에 이르시는 고마운 어른으로 받들어 모시리라.

## 현지 안내문
이 비는 임진왜란에 참전한 명의 장의 이여송과 진린의 전승 기념비이다. 명나라 장수 장량상이 비문을 썼다고 하나 언제 쓰여 졌는지 정확한 연대는 알 수 없다. 대략 1598년의 노량해전 직후로 추정된다.
비문을 쓰게 된 연유에 대해서는 다음과 같은 이야기가 전해지고 있다. 노량해전에서 대패한 왜군 500여면이 관음포에서 함선을 버리고 이곳 선소리의 왜선으로 후퇴하였으나 성안의 왜군이 모두 달아나고 없었으므로 다시 바다로 도망하였다. 명나라 군사들이 왜군을 추격하여 성에 들어왔으나 왜군이 모두 도주한 후였다. 이를 기념하기 위해 장량상이 해안가 자연 암반에 전투에서의 승리를 기록하였다고 한다. 자연암반에 비문을 썼기 때문에 마애비라 부르며, 비문의 첫줄에 동정시라는 글자가 있어 동정시비라고도 부른다. 
우리나라에서는 보기 어려운 형태의 마애비이다. 가로 131cm, 세로 253cm의 크기로 자연석을 평평하게 다듬은 뒤, 5cm정도의 깊로 글자를 새겼다. 테두리는 당초문으로 장식하여 장엄한 느낌을 준다.

## 같이 보기
- 임진왜란
- 이여송
- 진린
- 이순신
- 조명연합군
- 일본군
- 장상량

## 참고 자료
- 남해 장량상 동정마애비 - 국가유산청 국가유산포털